# Acanthephyra stylorostratis
Acanthephyra stylorostratis är en kräftdjursart som först beskrevs av Charles Spence Bate 1888.  Acanthephyra stylorostratis ingår i släktet Acanthephyra och familjen Oplophoridae. Inga underarter finns listade i Catalogue of Life.